# Catalina de Palleja
Catalina de Palleja (conocida como Cata de Palleja, Montevideo, 5 de febrero de 1980) es una nutricionista, presentadora, autora y cocinera uruguaya.

## Biografía
Nació en Montevideo, pero vivió en Florida. Tiene seis hermanos. 
Estudió en el Colegio y Liceo Nuestra Señora del Huerto en Florida. Realizó sus estudios en la Universidad de la República.
Fue presentadora del programa: «Tu bebé» en Canal 10 en 2005 y en la actualidad conduce «La Receta» en Canal 12.
Su libro de cocina Recetas para todos los días es superventas, y esta en la lista de más vendidos en Uruguay según la Cámara Uruguaya del Libro. Dicho libro lleva tres ediciones.
Es madre de dos hijos.

## Comunicación

### Televisión
- 2005, Mi bebé
- 2014-presente, La Receta

### Libros
- 2020, Recetas para todos los días. (ISBN 978-9974-907-66-9)
- 2023, Recetas salvadoras (ISBN 9789915678344)